# Christoph von Tiedemann

Christoph von Tiedemann

Christoph Willers Marcus Heinrich Tiedemann, ab 1883 von Tiedemann, (* 24. September 1836 in Schleswig; † 20. Juli 1907 in Berlin) war ein preußischer Verwaltungsjurist und Politiker.

## Leben
Christoph von Tiedemann war ein Sohn des Landmessers, Gutsbesitzers und Politikers Heinrich Tiedemann (1800–1851) und dessen Ehefrau Caroline Amalie Marie Louise Jessen (1812–1887). Er hatte zwei Schwestern.
Nach dem Abitur studierte Tiedemann an der Christian-Albrechts-Universität zu Kiel Rechtswissenschaft und Nationalökonomie. 1855 war er Mitgründer der Burschenschaft Teutonia zu Kiel. 1857 im Corps Saxonia Kiel recipiert, zeichnete er sich zweimal als Senior aus. Als Inaktiver wechselte er an die Universität Leipzig und die Friedrich-Wilhelms-Universität zu Berlin. Nach dem Staatsexamen ging er 1862 als Anwalt für Holstein und Lauenburg nach Segeberg. 1864 Landvogt in Stapelholm und 1865 Polizeimeister der Stadt Flensburg, wurde er 1872 Landrat des Kreises Mettmann in der Rheinprovinz. 1878 berief ihn Reichskanzler Otto von Bismarck zum ersten Chef der neu gegründeten Reichskanzlei. Bereits drei Jahre später wurde Tiedemann Regierungspräsident im westpreußischen Regierungsbezirk Bromberg. Er blieb in dieser Funktion bis 1899 und befürwortete die Ansiedlung von Kolonisten in den Ostprovinzen zur Stärkung des Deutschtums.
Er saß 25 Jahre (1873–1876 und 1882–1903) im Preußischen Abgeordnetenhaus. Am 28. März 1883 wurde er von Wilhelm I. (als König von Preußen) in den preußischen Adelsstand erhoben. Als Mitglied der Deutschen Reichspartei war er von 1898 bis 1906 auch Mitglied des Deutschen Reichstags. Christoph von Tiedemann starb 1907 im Alter von 70 Jahren in Berlin. Beigesetzt wurde er am 23. Juli 1907 auf dem Kaiser-Wilhelm-Gedächtnis-Friedhof in Charlottenburg-Westend. Als Vertreter der Reichsregierung nahm Arnold Wahnschaffe an der Trauerfeier teil. Das Grab von Christoph von Tiedemann ist nicht erhalten.
1905 und 1909 wurden die beiden Bände seiner Lebenserinnerungen Aus sieben Jahrzehnten veröffentlicht. Das Erscheinen des zweiten Bandes erlebte Tiedemann nicht mehr. Die Drucklegung besorgte sein Sohn Adolf von Tiedemann. Tiedemanns Nachlass befindet sich im Bundesarchiv Berlin.

## Familie
Er heiratete am 29. September 1862 Luise Meyer (* 11. Juni 1836; † 6. März 1917). Das Paar hatte mehrere Kinder:
- Karoline (Lilli) Amalie Wilhelmine Henriette (* 15. September 1863) ⚭ 14. Januar 1885 Friedrich (Fritz) Helmuth Bernhard von Maltzahn (* 17. Juni 1846; † 2. April 1916), Oberregierungsrat
- Adolf Heinrich Karl Ferdinand (* 24. Januar 1865; † 7. April 1915) ⚭ 20. Juli 1892 Emma Adolfine Christine Moller (* 23. Oktober 1870 in New York)
- Else Pauline (* 5. Juni 1866) ⚭ 6. Mai 1885 Kurt Steffens († 23. August 1910)
- Marie Bertha Henriette (* 15. März 1869) ⚭ 4. März 1891 Felix von Loeper († 28. Januar 1910), Rittmeister a. D.
- Charlotte Amalie Juliane (* 6. September 1870) ⚭ 12. November 1892 Maximilian Laur von Münchhofen (* 11. Juni 1863 in Dresden; † 20. Februar 1936)
- Adelheid Anna Juliane (* 26. Juni 1872)

⚭ 29. Juli 1893 Hans Joachim von Winterfeld († 19. November 1905)
⚭ 5. August 1909 Joachim von Winterfeld († 21. Oktober 1914 bei Langemark), Major
- Hertha Minna Juliane (* 9. April 1879) ⚭ 20. September 1898 Gustav Adolf von Halem (* 20. März 1870; † 21. November 1932), Politiker

## Ehrungen
Am ehemaligen Wohnhaus in der Vogteistraße in Süderstapel erinnert eine Gedenktafel an Christoph von Tiedemann.